# Murari
Murari to tollywoodzki dramat i film akcji zrealizowany w 2001 roku w języku telugu przez Krishna Vamsi, autora Shakti: The Power i Chakram.

## Obsada
- Mahesh Babu – Murari
- Raghu Babu – Bava
- Sonali Bendre – Vasundhara
- Lakshmi – Gopi / Gopakka / Amma

## Muzyka
- Ekkada Ekkada
- Bangaru Kalla
- Cheppamma Cheppamma
- Dum Dum Dum
- Andaanike
- Bhama Bhama
- Alanaati